# Regola

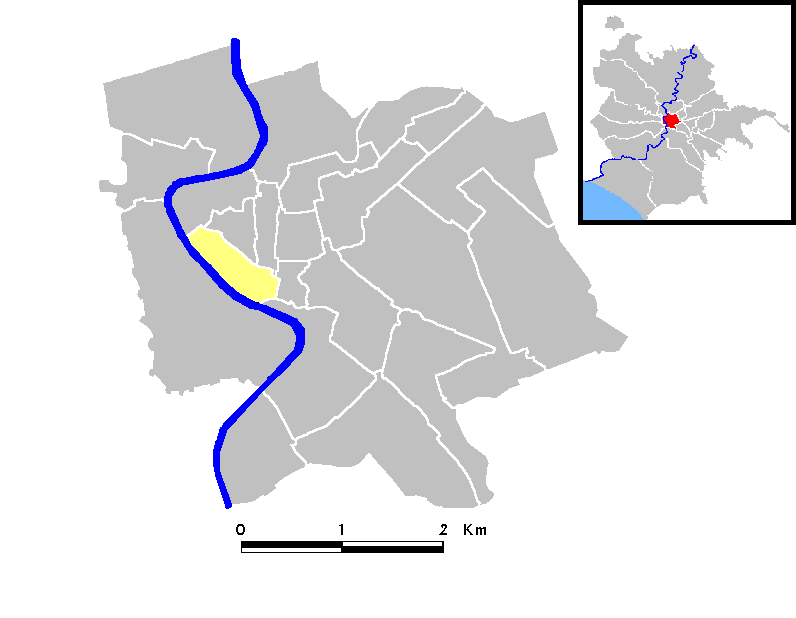
Lage von Regola in Rom

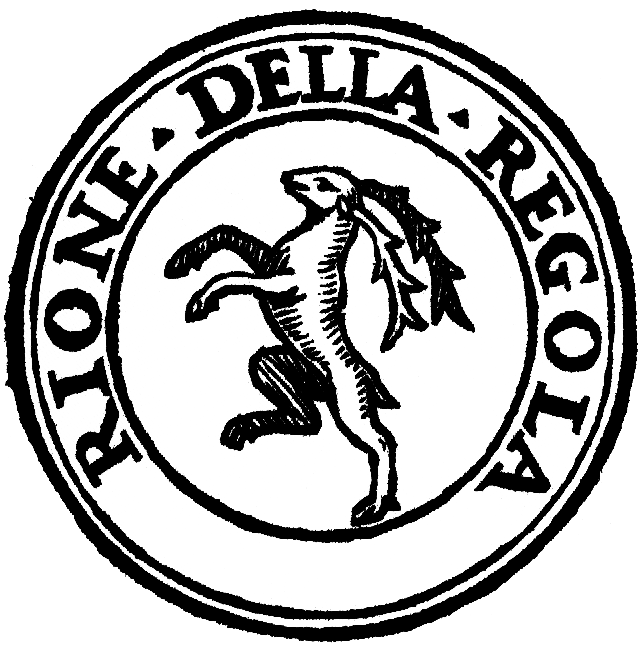
Wappen von Regola

Regola ist der VII. Rione (Stadtteil) von Rom. Er umfasst das linke Tiberufer zwischen Ponte Garibaldi und Ponte Mazzini.

## Geschichte
Der Name Regola leitet sich vom lateinischen Renula ab, das einen feinen Sand bezeichnet, mit dem dieses Gebiet am Tiberufer bedeckt war. Der mittelalterliche Name lautete Regio Arenule et Chacabariorum. Der Begriff Arenule leitet sich ebenfalls von Renula ab und findet sich noch in der größten Straße des Viertels, der Via Arenula, wieder. Chacabariorum erinnert an die Kupferschmiede, die neben anderen Handwerkern hier ansässig waren.

## Wappen
Das Wappen zeigt einen aufrechten Hirsch.

## Weblinks

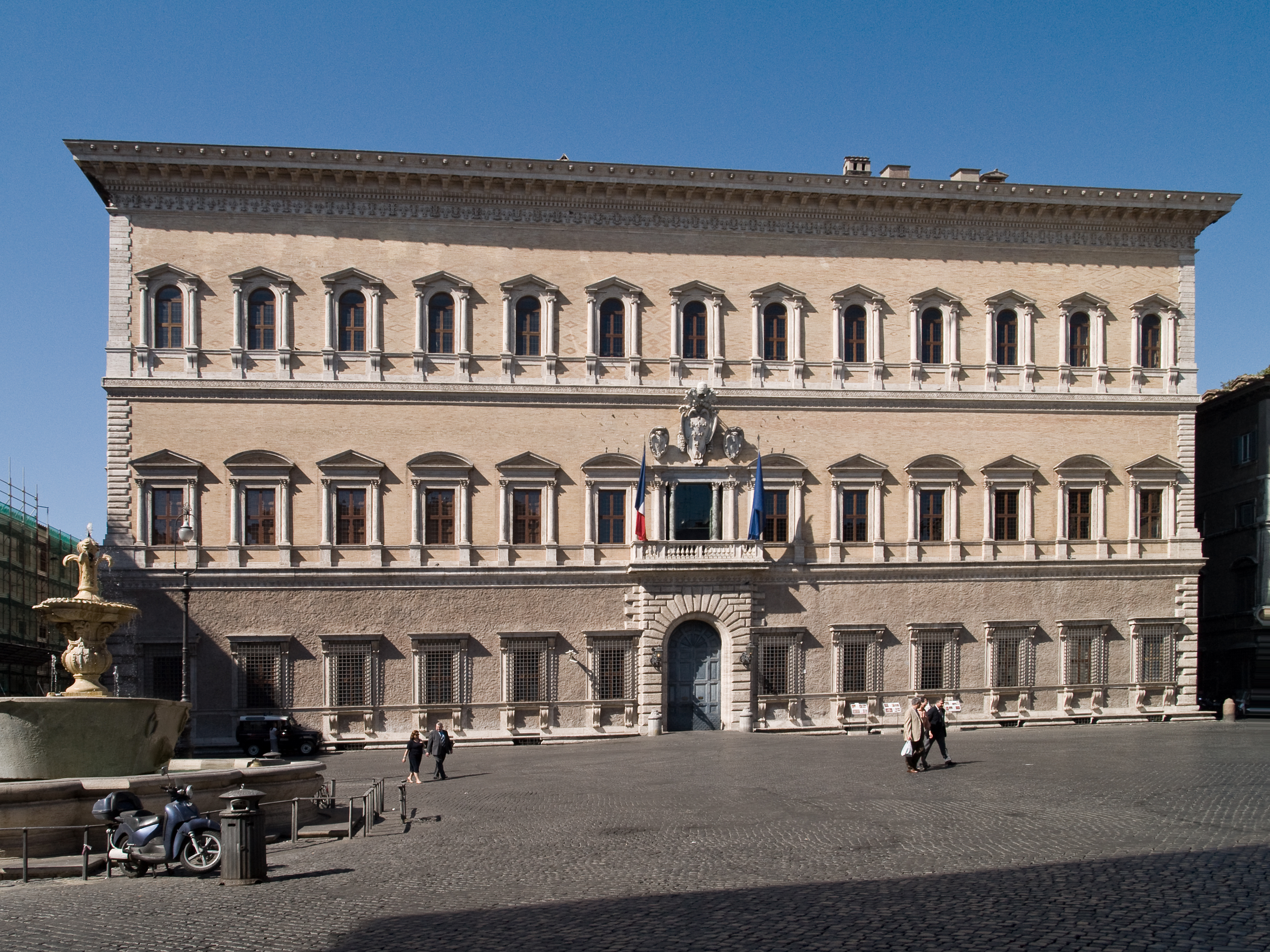
Palazzo Farnese